# 山下奉表
山下 奉表（やました ともよし、1882年（明治15年）4月1日 - 1932年（昭和7年）4月8日）は、日本の海軍軍人、医師。最終階級は海軍軍医少将。

## 履歴
1882年（明治15年）、高知県長岡郡大杉村（現在の大豊町）に山下佐吉の息子として生まれた。1903年（明治36年）12月、海軍少軍医候補生となり海軍軍医学校で練習学生として学ぶ。同年9月、海軍少軍医に任官。同年12月、「秋津洲」乗組となり、日露戦争に出征。日本海海戦などに参戦した。その後、「高千穂」「松島」「日進」の各乗組などを歴任。
1909年（明治42年）12月、舞鶴海軍病院付となり、鎮海防備隊軍医長兼臨時建築部支部員などを経て、1912年（明治45年）5月から一年間、海軍軍医学校で甲種学生として学んだ。1913年（大正2年）5月、佐世保海軍病院付となり、「八幡丸」乗組などを経て、1914年（大正3年）12月、海軍軍医少監に昇進した。
呉海軍病院第二部長、舞鶴要港病院長などを歴任。1928年（昭和3年）12月、海軍軍医少将に進み軍令部出仕となる。同年12月に待命となり予備役に編入された。1932年（昭和7年）4月、50歳で死去した。

## 親族
- 弟 山下奉文（陸軍大将）

## 参考資料
- 『高知県人名事典』高知市民図書館、1970年。
- 外山操編『陸海軍将官人事総覧 海軍篇』芙蓉書房出版、1981年。
- 福川秀樹『日本海軍将官辞典』芙蓉書房出版、2000年。
- 海軍歴史保存会編『日本海軍史』第10巻、発売:第一法規出版、1995年。